# فرانسیسکو زاپا (آلبوم)
«فرانسیسکو زاپا» (به انگلیسی: Francesco Zappa) آلبومی از هنرمند اهل ایالات متحده آمریکا فرانک زاپا است که در سال ۱۹۸۴ میلادی منتشر شد.